# Coppola, el representante
Coppola, el representante és una minisèrie de televisió per internet biogràfica de comèdia argentina original de Star+. La trama retrata la vertiginosa vida de l'empresari i representant de futbol argentí Guillermo Coppola. És protagonitzada per Juan Minujín, Mónica Antonópulos, Mayte Rodríguez, Joaquín Ferreira, Alan Sabbagh i Santiago Bande. La sèrie es va estrenar el 15 de març de 2024.
Al maig de 2025, Minujín –protagonista de la sèrie– va confirmar que la sèrie va ser renovada per a una segona temporada.

## Argument
La història se centra en la polèmica vida de Guillermo Coppola, qui es va donar a conèixer per ser el representant del futbolista Diego Maradona, que en aquest temps va intentar conciliar la seva vida professional amb la seva agitada vida privada, portant-ho a viure situacions complicades amb conseqüències irreversibles, com així també va viure una etapa de luxe, festes i descontrol.

## Repartiment
- Juan Minujín com a Guillermo Coppola
- Mónica Antonópulos com a Amalia «Yuyito» González
- Mayte Rodríguez com a Sophie
- Joaquín Ferreira com a Leopoldo «Poli» Armentano
- Alan Sabbagh com a Mariano
- Santiago Bande com a Guillermo Coppola (jove)
- Yayo Guridi com a «Flaco» Manguera
- Anna Favella com a Doménica
- Teté Coustarot com a Ella mateixa
- María del Cerro com a Karina Rabolini
- Federico Barón com a Daniel Scioli
- María Campos com a Susana Giménez
- Agustín Sullivan com a Carlos Menem Jr.
- Adabel Guerrero com a Alejandra Pradón
- Diego Pérez como Actor
- Nicolás Mateo como Mariano Cúneo-Libarona
- María Marull com a Silvia
- Fabián Arenillas com a Néstor Ibarra
- Damián Dreizik com a Signorini
- Roxana Randón com a Ana[n. 1]
- Azul Fernández com a Yuyito González (jove)
- Rodolfo Ranni com a Enzo Ferrari
- Gerardo Romano com a Monaldi
- Sebastián Holz com a Juan Carlos Coppola

## Episodis
| Núm. | Títol                  | Direcció                       | Guió                                       | Data d'emissió original |
| ---- | ---------------------- | ------------------------------ | ------------------------------------------ | ----------------------- |
| 1    | «Cappa bianca»         | Ariel Winograd                 | Mariano Cohn, Gastón Duprat i Emanuel Diez | 15 de març de 2024      |
| 2    | «La conquista»         | Ariel Winograd                 | Mariano Cohn, Gastón Duprat y Emanuel Diez | 15 de març de 2024      |
| 3    | «Mi amigo Poli»        | Ariel Winograd                 | Mariano Cohn, Gastón Duprat y Emanuel Diez | 15 de març de 2024      |
| 4    | «El jarrón»            | Fernando Alcalde y Brian Kazez | Mariano Cohn, Gastón Duprat y Emanuel Diez | 15 de març de 2024      |
| 5    | «El caballito ganador» | Ariel Winograd                 | Mariano Cohn, Gastón Duprat y Emanuel Diez | 15 de març de 2024      |
| 6    | «Fuegos artificiales»  | Ariel Winograd                 | Mariano Cohn, Gastón Duprat y Emanuel Diez | 15 de març de 2024      |

## Producció
Al juny del 2021, Star+ va confirmar que una de les sèries que estaven en desenvolupament era Coppola, el representante, la qual estaria escrita per Mariano Cohn i Gastón Duprat i dirigida per Ariel Winograd sota la producció de Pampa Films i Gloriamundi Producciones. El juny del 2022, després d'un any de l'anunci de la sèrie, es va informar que Juan Minujín va ser triat per a interpretar a Coppola. Amb l'anunci del protagonista de la sèrie, també es va confirmar que la sèrie estaria composta per una temporada de 6 episodis. A l'octubre del 2022, es va informar que la sèrie seria estrenada en 2024 i que Emanuel Diez també formava part de l'equip de guionistes. Aquest mateix mes, es va revelar que la resta d'elenc principal estaria integrat per Mónica Antonópulos, Joaquín Ferreira, Adabel Guerrero, Alan Sabbagh, Agustín Sullivan i Mayte Rodríguez.
La sèrie va iniciar de les seves gravacions al juliol del 2022 en Buenos Aires i després es va traslladar a Nàpols (Itàlia). A mitjan juliol del 2023, es va informar que el rodatge havia conclòs. L'1 de febrer de 2024, Star+ va difondre el primer avançament de la sèrie. El 22 de febrer, es develó que la sèrie seria estrenada el 15 de març de 2024.

## Premis i nominacions
| Llista de premis i nominacions | Llista de premis i nominacions          | Llista de premis i nominacions                             | Llista de premis i nominacions                                  | Llista de premis i nominacions | Llista de premis i nominacions |
| Any                            | Organització                            | Categoria                                                  | Nominat/a(s)                                                    | Resultat                       | Ref(s)                         |
| ------------------------------ | --------------------------------------- | ---------------------------------------------------------- | --------------------------------------------------------------- | ------------------------------ | ------------------------------ |
| 2024                           | Premis Produ                            | Millor sèrie biogràfica                                    | Coppola, el representante                                       | Nominat                        | [ 13 ] [ 14 ]                  |
| 2024                           | Premis Produ                            | Millor actor principal de sèrie biogràfica                 | Juan Minujín                                                    | Nominat                        | [ 13 ] [ 14 ]                  |
| 2024                           | Premis Produ                            | Millor actriu de repartiment - Sèrie i minisèrie dramàtica | Mónica Antonópulos                                              | Nominat                        | [ 13 ] [ 14 ]                  |
| 2024                           | Premis Produ                            | Millor showrunner - Comèdia dramàtica                      | Ariel Winograd                                                  | Guanyador                      | [ 13 ] [ 14 ]                  |
| 2024                           | Premis Produ                            | Millor compositor musical                                  | Sergei Grosny                                                   | Nominat                        | [ 13 ] [ 14 ]                  |
| 2024                           | Premis Produ                            | Millor recreació d’època                                   | Natalia Mendiburu, Julián Rugolo, Loli Giménez i Marcos Cáceres | Guanyador                      | [ 13 ] [ 14 ]                  |
| 2024                           | Premis Martín Fierro de Cinema i Sèries | Millor direcció                                            | Ariel Winograd                                                  | Nominat                        | [ 15 ]                         |
| 2024                           | Premis Martín Fierro de Cinema i Sèries | Millor actor                                               | Juan Minujín                                                    | Nominat                        | [ 15 ]                         |
| 2024                           | Premis Martín Fierro de la Moda         | Actor amb millor estil en ficció                           | Juan Minujín                                                    | Nominat                        | [ 16 ]                         |
| 2024                           | Premis Cóndor de Plata                  | Millor minisèrie                                           | Coppola, el representante                                       | Nominat                        | [ 17 ]                         |
| 2024                           | Premis Cóndor de Plata                  | Millor actor protagonista                                  | Juan Minujín                                                    | Guanyador                      | [ 17 ]                         |
| 2024                           | Premis Cóndor de Plata                  | Millor guió adaptat                                        | Emanuel Diez, Mariano Cohn i Gastón Duprat                      | Nominat                        | [ 17 ]                         |
| 2024                           | Premis Cóndor de Plata                  | Millor direcció de fotografia                              | Federico Cantini i Sebastián Cantillo                           | Guanyador                      | [ 17 ]                         |
| 2024                           | Premis Cóndor de Plata                  | Millor direcció d’art                                      | Natalia Mendiburu                                               | Guanyador                      | [ 17 ]                         |
| 2024                           | Premis Cóndor de Plata                  | Millor disseny de vestuari                                 | Julián Rúgolo                                                   | Nominat                        | [ 17 ]                         |
| 2024                           | Premis Cóndor de Plata                  | Millor música original                                     | Sergei Grosny                                                   | Nominat                        | [ 17 ]                         |
| 2024                           | Premis Cóndor de Plata                  | Millor direcció de càsting                                 | María Laura Berch y Tati Rojas                                  | Guanyador                      | [ 17 ]                         |
| 2024                           | Premis Cóndor de Plata                  | Mejor maquillatge i perruqueria                            | Loli Giménez i Marcos Cáceres                                   | Nominat                        | [ 17 ]                         |
| 2025                           | Rose d'Or Latinos                       | Millor sèrie de comèdia o dramèdia                         | Coppola, el representante                                       | Nominat                        | [ 18 ]                         |
| 2025                           | Premis Aura                             | Millor sèrie de comèdia                                    | Coppola, el representante                                       | Nominat                        | [ 19 ]                         |
| 2025                           | Premis Aura                             | Millor actuació en sèrie de comèdia                        | Juan Minujín                                                    | Nominat                        | [ 19 ]                         |
| 2025                           | Premis Aura                             | Millor direcció                                            | Ariel Winograd                                                  | Nominat                        | [ 19 ]                         |
| 2025                           | Premis Aura                             | Millor inici de temporada                                  | Coppola, el representante                                       | Nominat                        | [ 19 ]                         |
| 2025                           | Premis Aura                             | Sèrie amb major impacte                                    | Coppola, el representante                                       | Nominat                        | [ 19 ]                         |